# Utetheisa pulchella
Utetheisa pulchella és una papallona nocturna de la subfamília Arctiinae i la família Erebidae. Es pot veure volar a plena llum del dia.
La larva s'alimenta de plantes com el nomoblidis (gènere Myosotis) i també d'herbes altes com la llengua de bou (gènere Echium) i altres herbes, com la borratja (gèneres Borago i Anchusa), i parts toves de les solanàcies i els heliotropis.
Hi ha tres generacions entre abril i octubre (a l'hemisferi nord) o entre novembre i maig (a l'hemisferi sud).

## Morfologia
Les ales tenen una envergadura de 29 a 42 mm i són de color blanc; a l'anvers tenen un dibuix clapejat en carmesí i puntejat de negre. En volar apareixen les ales posteriors, de lleuger to celeste i en algunes varietats grisenc. El cap té el mateix patró de coloració que les ales, i les antenes són llargues i filiformes. L'abdomen és llis i de fons blanc.
Les erugues són berrugoses i negres, amb una línia central ampla de color blanc acompanyada de dues de paral·leles més fines i de taques rogenques. Té flocs de pèls llargs a cada segment, si bé el pèl no arriba a formar vellositat.
Les crisàlides són dins de capolls de seda simples que solen estar adherits a terra, generalment sobre fulles caigudes i vegetació morta, o a trossos d'escorça i fusta vella.
A causa de la seva alimentació, les erugues acumulen una gran quantitat d'alcaloides tòxics. En conseqüència, la papallona és tòxica per contacte, i, a més, té mal gust; d'aquí ve l'original coloració de les ales, que serveix de senyal d'advertiment per als depredadors.
Quan arriba l'època de l'aparellament, els mascles fabriquen feromones gràcies al seu metabolisme a partir de les reserves d'alcaloides.

## Distribució i hàbitat
Aquesta papallona té un ampli rang de migració, la qual cosa fa que pugui estendre's per mig món, i viu a les zones temperades d'Euràsia i Australàsia.
Es troba a l'Àfrica, l'Europa meridional, l'Àsia central i meridional i Austràlia.
És típica de prats, matolls i herbassars, zones de camins i camps sense llaurar, guarets, parcel·les abandonades i fins i tot parcs urbans.

## Galeria

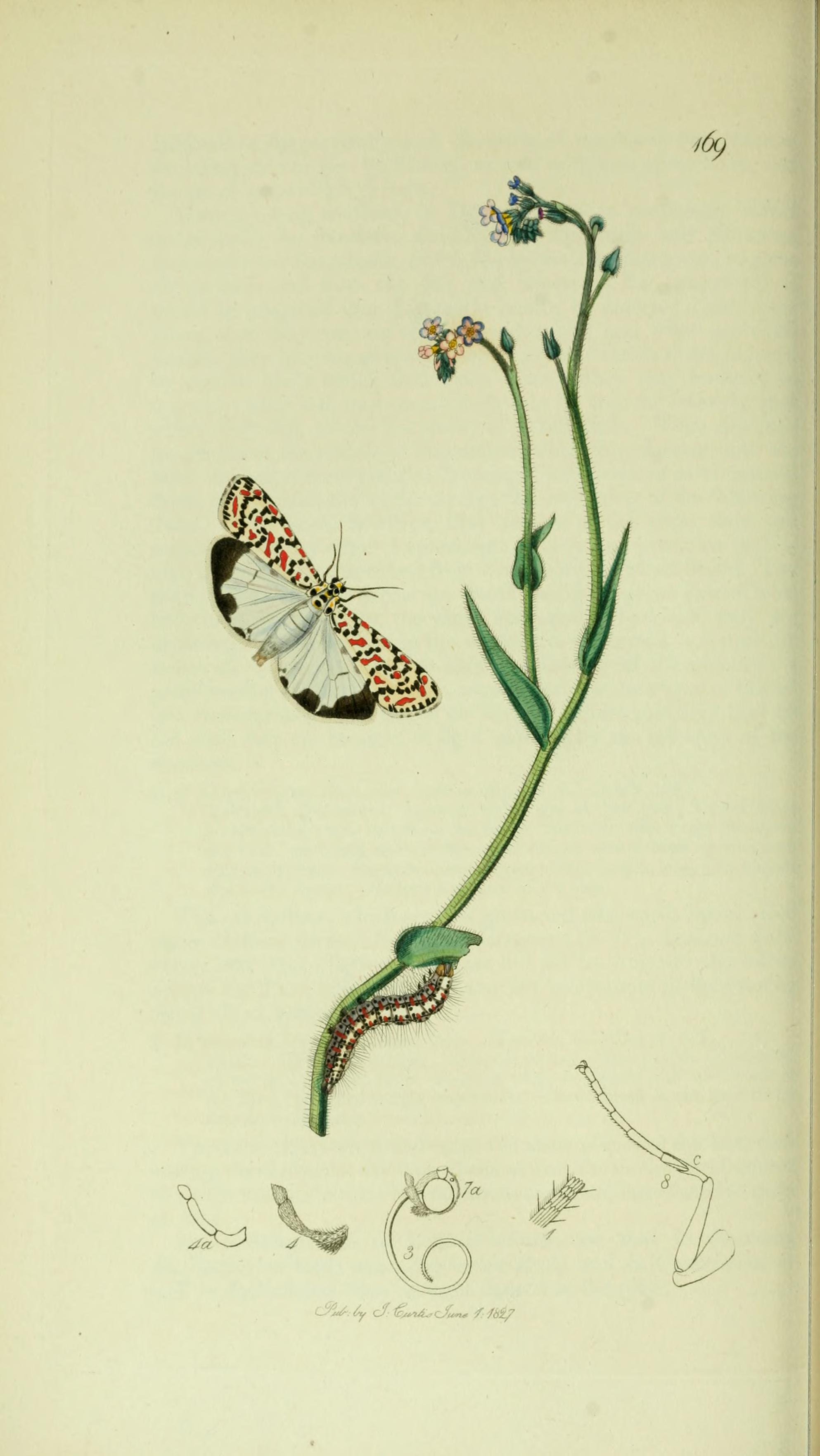
"Entomologia Britannica" vol. V. Il·lustració de John Curtis (1824)
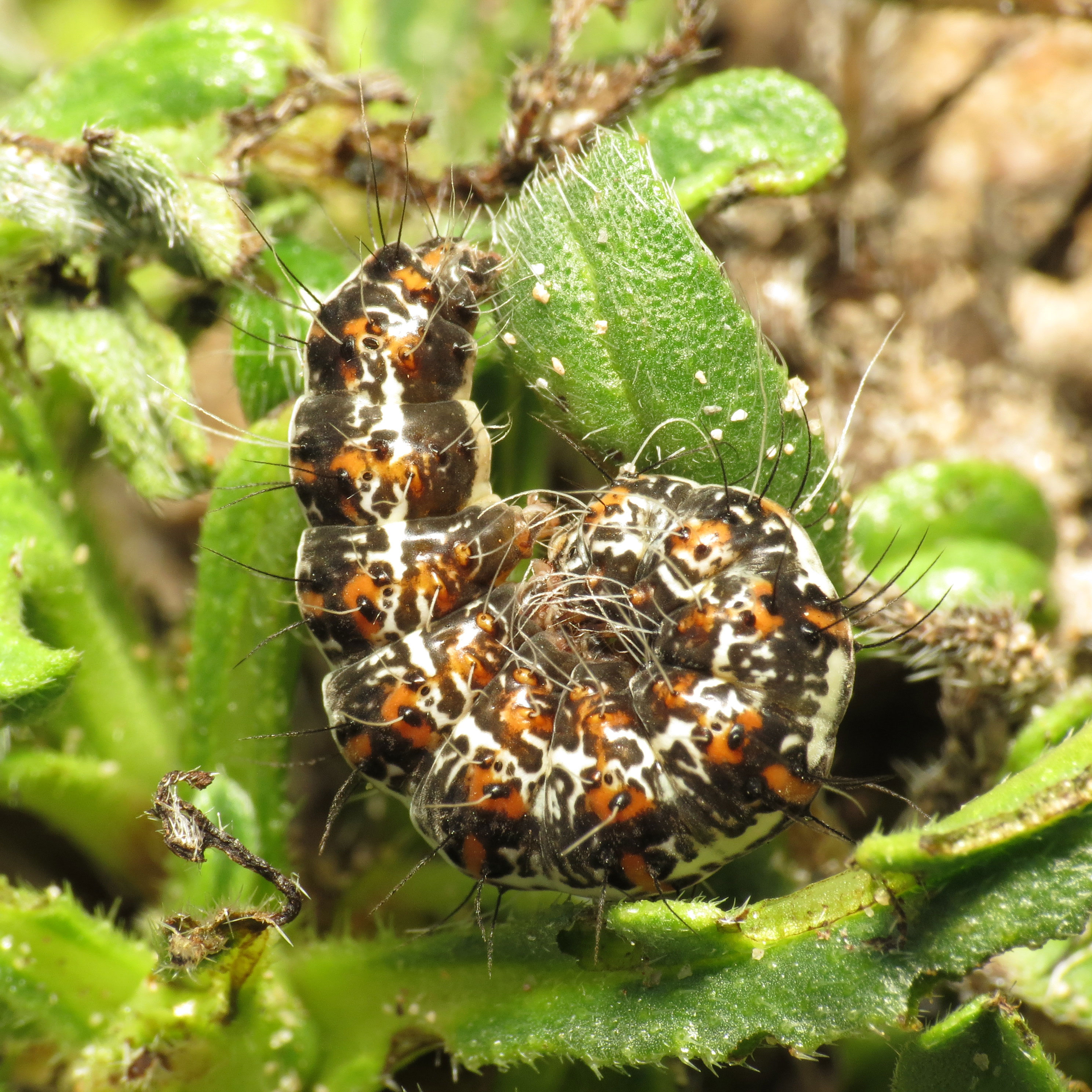
Utetheisa pulchella (larva)
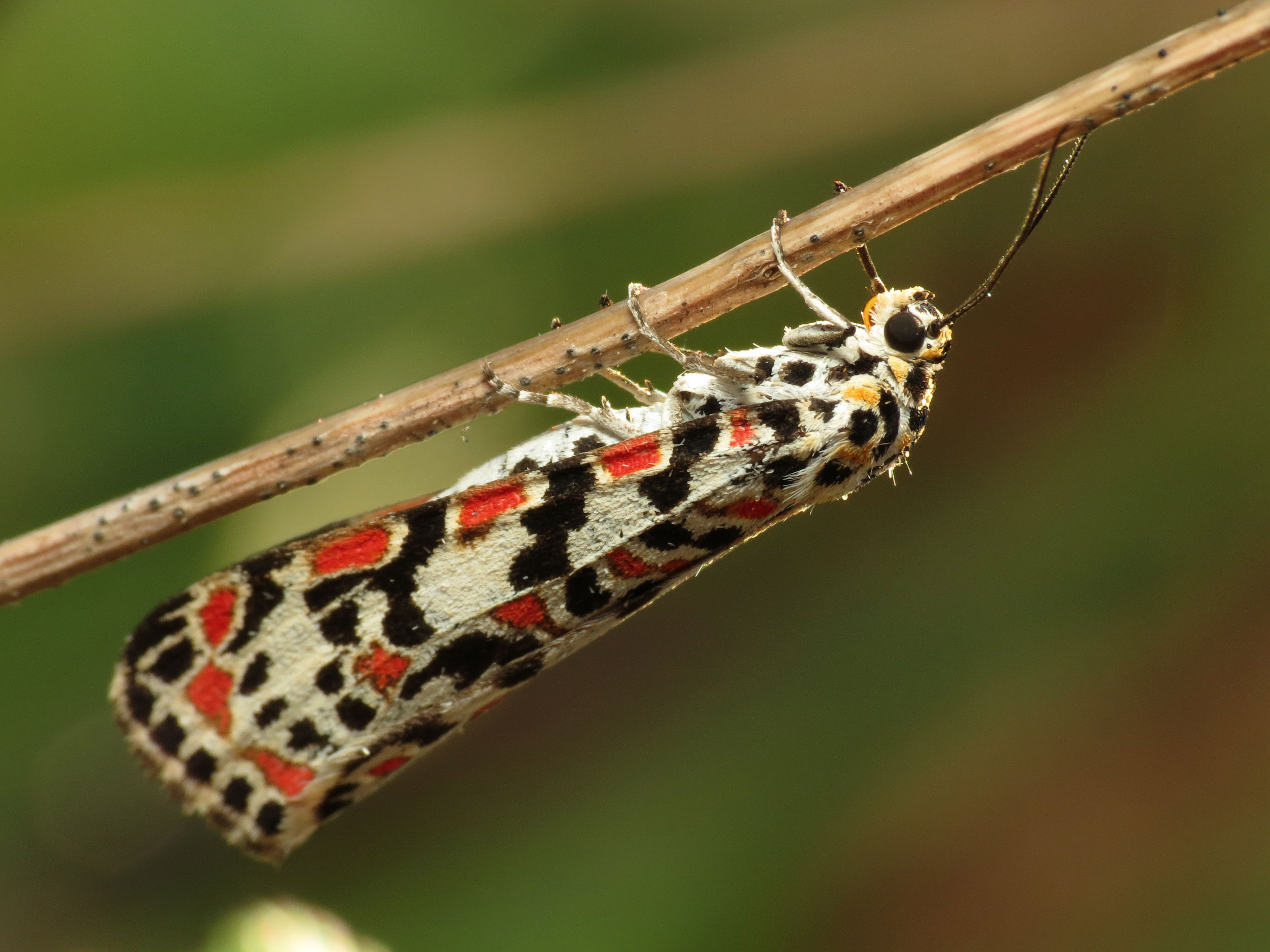
Utetheisa pulchella
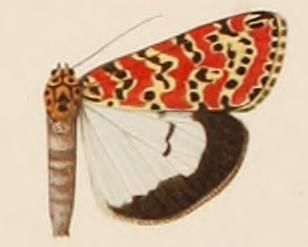
Utetheisa pulchella kallima
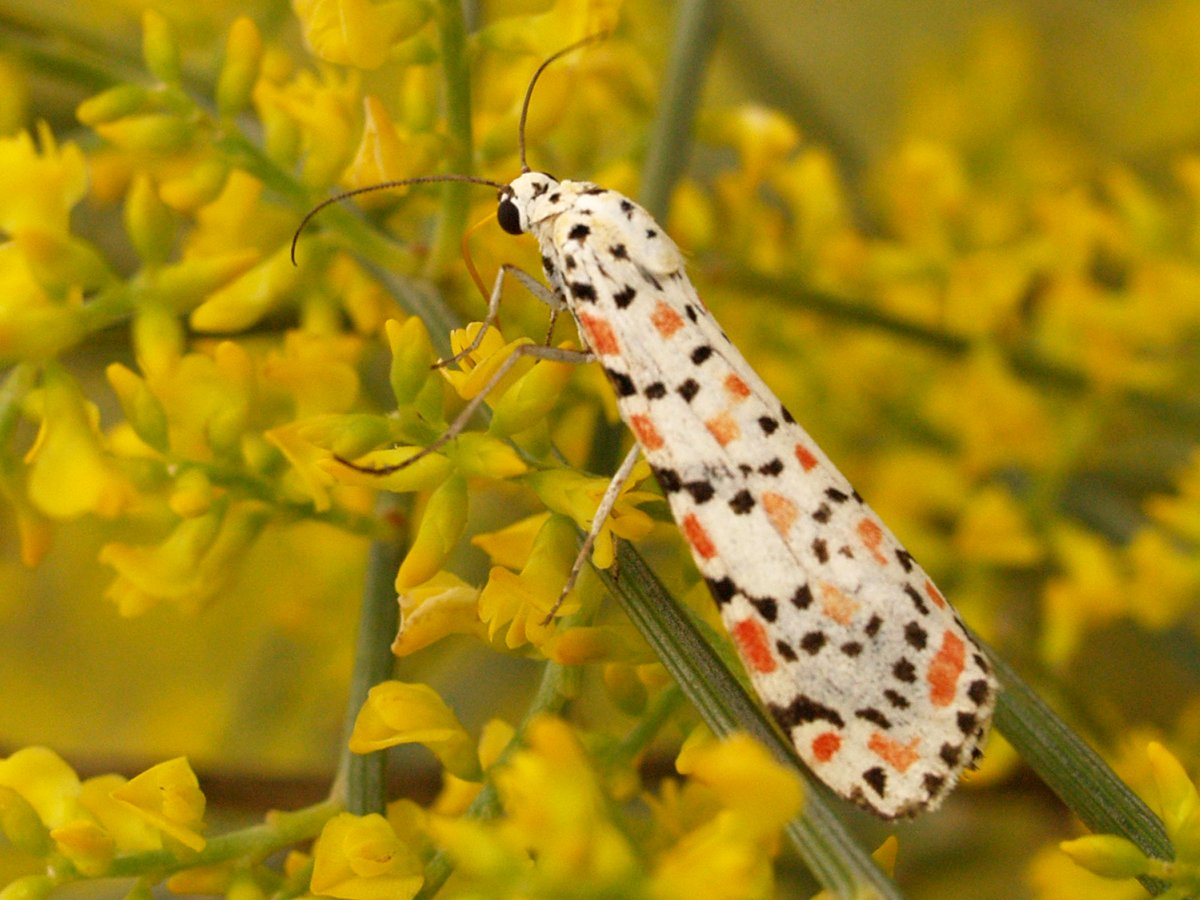
Utetheisa pulchella